# Un peu, beaucoup, passionnément…
Pour plus de détails, voir Fiche technique et Distribution.
Un peu, beaucoup, passionnément... est un film français réalisé par Robert Enrico et sorti en 1971.

## Synopsis
La maîtresse de Didier, qu'il vient de quitter, tente de se suicider. Il est bien embarrassé lorsqu'elle est adoptée par sa famille pendant son rétablissement. Cela se complique encore lorsque tout le monde part ensemble en vacances,.

## Fiche technique
- Réalisation : Robert Enrico
- Scénario : Robert Enrico, Pierre Pelegri
- Production : Les Films du Centaure, Marianne Productions
- Musique : François de Roubaix
- Image : Jean Boffety
- Montage : Michel Lewin
- Durée : 100 minutes
- Date de sortie : 24 mars 1971

## Distribution
- Maurice Ronet : Didier
- Lucienne Hamon : Michèle
- Neda Arnerić : Neda
- Jérôme Enrico : Marc
- Stephane Pelegri : Stéphane
- Jean-Jacques Ruysdale : Gabriel
- Tanya Lopert : Mme Keller
- Andréas Voutsinás : M. Keller
- Georges Trois Fontaines
- Coline Serreau